# Barrel racing

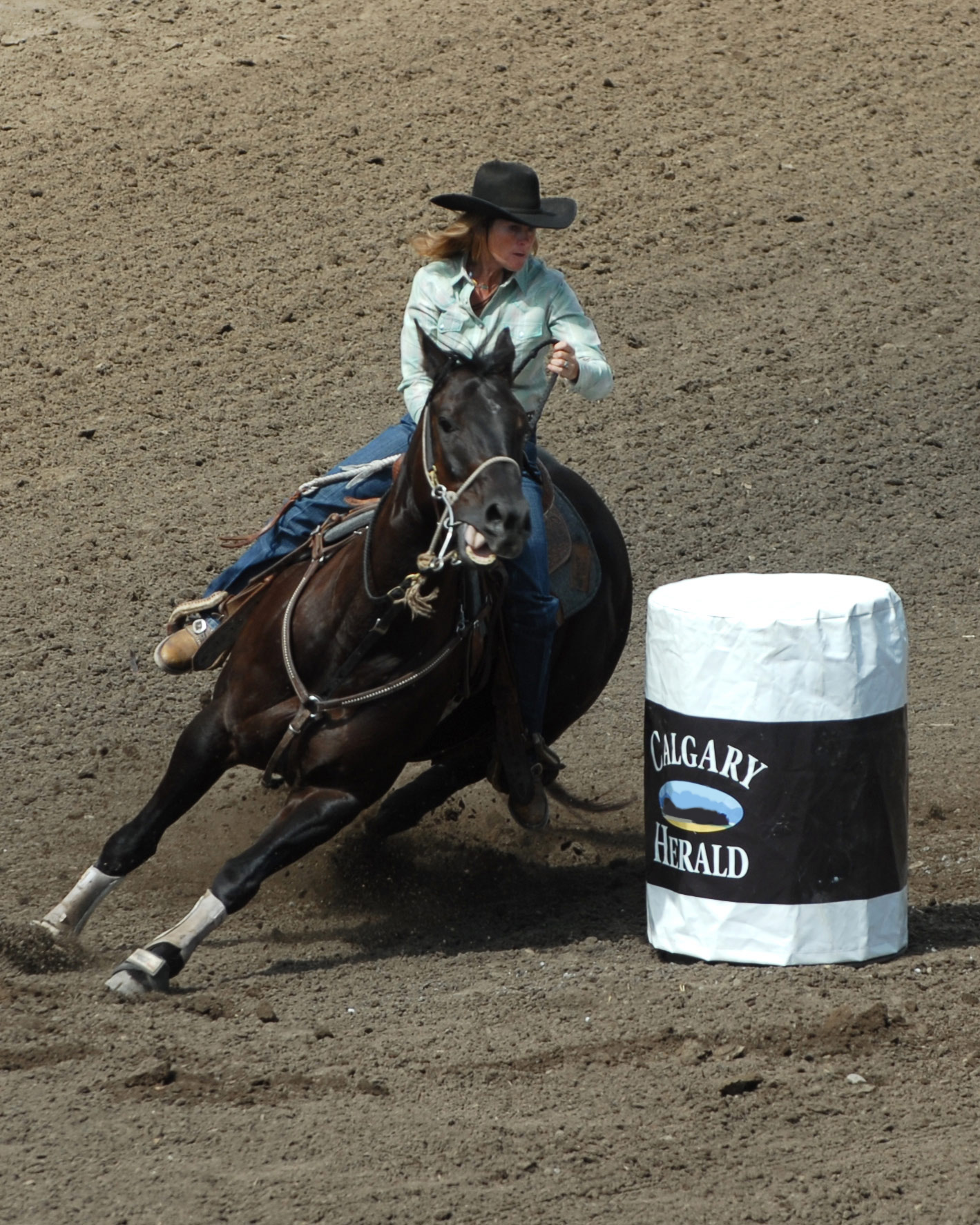
Barrel racing w Calgary Stampede

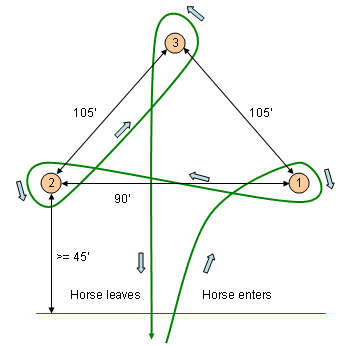
Diagram przedstawiający schemat konkurencji Barrel Racing. Jeździec zaczyna od przekroczenia czerwonej linii, następnie okrąża kolejno pierwszą, drugą i trzecią beczkę. Pomiar czasu jest zatrzymywany, gdy ponownie przekroczy czerwoną linię. Ten schemat jest określany jako "liść koniczyny" (Cloverleaf). Schemat może się również zaczynać od lewej beczki.

Barrel racing – konkurencja jeździecka w stylu western, w której koń i jeździec próbują w jak najkrótszym czasie ukończyć przejazd dookoła beczek. Barrel racing początkowo był rozgrywany w USA tylko przez kobiety. Obecnie jest to jedna z głównych konkurencji szybkościowych na zawodach westernowych, rozgrywanych na całym świecie przez obie płci. Bezpieczne i zakończone sukcesem manewrowanie między trzema beczkami (zazwyczaj mającymi około 200 litrów) rozmieszczonymi w trójkącie na środku areny wymaga od uprawiających tę konkurencję koni i jeźdźców dobrego przygotowania i sporych umiejętności.
W czasie zawodów czas przejazdu, liczony od momentu przekroczenia przez konia i jeźdźca linii startu do chwili minięcia jej po ukończeniu przejazdu, jest mierzony przy użyciu fotokomórki (wykrywającej przekraczanie przez konia i jeźdźca linii startu/mety dzięki natychmiastowemu wykrywaniu odcięcia przez jeźdźca lub konia promienia lasera od detektora) lub stopera (na lokalnych i nieprofesjonalnych zawodach).
Czas przejazdu zależy od takich czynników, jak kondycja fizyczna i psychiczna konia, umiejętności jeźdźca oraz typ podłoża (jakość, głębokość i zawartość piasku na arenie).